# Tarjeta monedero
La tarjeta monedero, llamada también monedero electrónico, fue un sistema de micropagos multipropósito. Servía para aquellas transacciones de bajo monto y alto volumen que requerían velocidad y seguridad. El sistema permitía a los usuarios pagar más rápido que con efectivo y las transacciones se hacían en menos tiempo. Hoy día con han quedado obsoletas con las tarjetas de crédito contactless y las que se anuncian como tarjetas monedero son de hecho tarjetas de débito.
La tarjeta monedero contenía un chip electrónico que se recargaba con dinero y permitía pagar productos y servicios deslizando la tarjeta en el lector cuyo importe exacto se descargaba del chip.
Se podía recargar en establecimiento que tenga una terminal para recibir el pago (tiendas abonando un mínimo establecido).
También se podía recargar con tarjeta de débito o crédito. Para no quedarse sin saldo era recomendable vincular la tarjeta a una tarjeta de crédito o débito, y de esta manera el monedero se podía recargar automáticamente.

## Características
Pros:
- Se evitaban las filas y la congestión en los puntos de pago.
- Se optimizaba el tiempo de transacción (al ser siempre off-line).
- Daba mayor seguridad y control de los pequeños gastos de todos los días.
- Se eliminaban los problemas del cambio y la falta de monedas Se podía emplear para pagar el billete o bono de transporte público.

Contras:
- En caso de robo el dinero cargado permanecía en la tarjeta y cualquiera lo podía utilizar
- La mayoría eran tarjetas con contacto (fallan con el desgaste de los contactos)

## Monederos electrónicos
- PayPal
- FoxPay
- Skrill
- Payeer
- Payoneer
- WebMoney

## Por países

### Argentina
Existen 4 tipos de monedero:
- Al portador, este monedero no está nominado, puede ser utilizado por quien lo tenga en su poder.
- Personalizado, este monedero se nomina con los datos personales del cliente. Su principal ventaja es que en el caso de pérdida o robo se puede bloquear y recuperar el saldo que tenía hasta el momento de la baja. El monedero personalizado puede estar asociado a una tarjeta de crédito o débito para su recarga automática.
- Funcionalidad monedero, a través de una alianza con monedero importantes empresas, clubes y comercios llevan el chip Monedero en sus pases de ingreso, carnets o tarjetas de identificación. Esto permite que los socios de dichas instituciones (Megatlon, River Plate, Ferro, The Coffee Store, Metroshop, Tarjeta Shopping, Obsba y Sociedad Central de Arquitectos) cuenten con todas las funcionalidades de Monedero y puedan gozar de todas sus ventajas y beneficios.
- Tarjetas monedero para el transporte público en Bahía Blanca (Urbana), Corrientes, Ciudad de Neuquén, y en Buenos Aires,  tarjeta SUBE[3] y la tarjeta Monedero se utilizan en el servicio de colectivos, trenes y las líneas del subte de Buenos Aires y alrededores, con la diferencia de que la tarjeta SUBE se saca con el DNI y si se pierde será devuelta y la tarjeta Monedero no.
- El usuario debe tener en cuenta que debido a los reiterados y prolongados problemas operativos presentados por la empresa, probablemente deban llamar al CAC para asegurarse que el sistema funcione antes de presentarse en algunos de los puntos de obtención, ya que la empresa no se responsabiliza por el tiempo ni los gastos ocasionados al usuario.

### España
- Monedero 4B, especificado por el consorcio 4B
- Monedero EURO 6000, especificado por CECA (Confederación Española de Cajas de Ahorro) basándose en CEN WG10
- Monedero VisaCASH, especificado por Visa basándose en TIBC (Tarjeta Inteligente de Bancos y Cajas)

Estos tres sistemas de monederos (aplicaciones) no son interoperables entre sí. Esta situación de falta de interoperabilidad (que se da en España y en otros países) ha llevado a distintos esfuerzos de cara a crear unas especificaciones comunes para un monedero electrónico. Los más destacados son:
- EMV (Europay-Mastercard-Visa): estándar iniciado por EMVCo en 1999 por Europay, MasterCard y Visa para administrar, mantener y promover las especificaciones de aplicaciones, terminales y tarjetas inteligentes para métodos de pago.
- CEPS (Especificaciones Comunes del Monedero Electrónico): estándar iniciado por CEPSCO Española A.I.E., EURO Kartensysteme, Europay y Visa para implementar un monedero electrónico interoperable en todo el mundo y compatible con las especificaciones EMV.

### Suecia
Un estudio realizado en Suecia muestra que este país está en vías de convertirse en una sociedad sin intercambio de dinero en efectivo debido al alto nivel de adopción de medios de pago electrónico aunado al activo combate contra organizaciones criminales y terroristas. Ya en 2015, las agencias bancarias que aceptan moneda y billetes son la excepción y al hacer cada depósito se debe justificar la proveniencia del dinero. Para convertirse en una sociedad sin dinero efectivo Suecia debe todavía implementar opciones para una parte de su población que no utiliza medios de pago electrónico, tales como ancianos no familiarizados con la tecnología, indigentes e inmigrantes ilegales.